# Apagomerina
Apagomerina is een kevergeslacht uit de familie van de boktorren (Cerambycidae). De wetenschappelijke naam van het geslacht werd voor het eerst geldig gepubliceerd in 1962 door Gilmour.

## Soorten
Apagomerina omvat de volgende soorten:
- Apagomerina apicalis Galileo & Martins, 2001
- Apagomerina azurescens (Bates, 1881)
- Apagomerina diadela Martins & Galileo, 1996
- Apagomerina erythronota (Lane, 1970)
- Apagomerina faceta Martins & Galileo, 2007
- Apagomerina flava Galileo & Martins, 1989
- Apagomerina gigas Martins & Galileo, 2007
- Apagomerina ignea Martins & Galileo, 1996
- Apagomerina jucunda Martins, 1984
- Apagomerina lampyroides Martins & Galileo, 2007
- Apagomerina lepida Martins & Galileo, 1996
- Apagomerina odettae Martins & Galileo, 2007
- Apagomerina rubricollis Galileo & Martins, 1992
- Apagomerina subtilis Martins & Galileo, 1996
- Apagomerina unica Martins & Galileo, 1996
- Apagomerina utiariti Galileo & Martins, 1989